# Jan Christiaens
Jan Christiaens (Antwerpen, 8 mei 1929 – Antwerpen, 12 november 2009) was een Vlaamse auteur, die meer dan 30 toneelteksten schreef. Hij was tevens ambtenaar van de stad Antwerpen, waar hij hoofd werd van de stedelijke informatiedienst.
Zijn vroege werken, uit de jaren 1950-1960,  bevatten surrealistische elementen en kunnen tot het absurd toneel gerekend worden. Daartoe behoren De koningin der eilanden (1954), Tee drinken (1958), De beestentrein (1958), Een vredesduif braden (1959), De kangoeroes (1960), en De lachende krokodil (1962).
Vanaf 1970 schreef hij sociaal geëngageerde, volkse stukken, die zich in en rond het Antwerpse St. Andrieskwartier afspelen, zoals De parochie van miserie, De droom van Zotte Rik, De Minerva, Het Derde Rijk in de Vierde Wijk, Houten Clara en Hoerenleed.
Sedert de jaren 1950, in de periode van de artistieke vereniging "De Nevelvlek", werkte hij vaak samen met Walter Tillemans. Hij heeft ook samengewerkt met Fernand Auwera, Wannes Van de Velde en Robbe De Hert.
Zijn stukken zijn o.a. opgevoerd door het Fakkelteater, het Raamtheater en de KNS te Antwerpen en Arca te Gent.
In 1994 verscheen zijn eerste roman, "De Klinefelter Man", gevolgd door "Blinde haas" (1999) in dit boek speelt een Rijkswachtcommandant uit Tervuren die Claude Perwez heet een rol (de echte naam verblijfplaats van rockmuzikant/kunstschilder  Kloot Per W met wie hij goed bevriend en waarvan hij menig gedurfd werk bezat) gevolgd door "Memoires van een Angsthaas" (2004), een mix van fictie en non-fictie gesitueerd in de Antwerpse politieke en kunstwereld.
Hij werd onderscheiden o.m. met de Nederlandse Edmond Hustinxprijs voor toneelschrijvers in 1979.